# Acanthoscelides indigoferae
Acanthoscelides indigoferae là một loài bọ cánh cứng trong họ Bruchidae. Loài này được Gyllenhal miêu tả khoa học năm 1839.